# Masaru Mukai
| Asteroidi scoperti: 13      | Asteroidi scoperti: 13 | Asteroidi scoperti: 13 |
| --------------------------- | ---------------------- | ---------------------- |
| 4703 Kagoshima              | 16 gennaio 1988        | [1]                    |
| 5139 Rumoi                  | 13 novembre 1990       | [1]                    |
| 5286 Haruomukai             | 4 novembre 1989        | [1]                    |
| 5468 Hamatonbetsu           | 16 gennaio 1988        | [1]                    |
| 5640 Yoshino                | 21 ottobre 1989        | [1]                    |
| 5960 Wakkanai               | 21 ottobre 1989        | [1]                    |
| 8866 Tanegashima            | 26 gennaio 1992        | [1]                    |
| 9368 Esashi                 | 26 gennaio 1993        | [1]                    |
| 10516 Sakurajima            | 1º novembre 1989       | [1]                    |
| 11064 Dogen                 | 30 novembre 1991       | [1]                    |
| 14446 Kinkowan              | 31 ottobre 1992        | [1]                    |
| 15790 Keizan                | 8 ottobre 1993         | [1]                    |
| 48498 Murahashi             | 30 gennaio 1993        | [1]                    |
| - [1] con Masanori Takeishi |                        |                        |

Masaru Mukai (向井優; ...) è un astronomo giapponese.
Mukai ha scoperto 13 asteroidi, tutti in collaborazione con Masanori Takeishi.